# Bonaventure Nahimana
Bonaventure Nahimana (ur. 3 czerwca 1959 w Gisebuzi) – burundyjski duchowny rzymskokatolicki, arcybiskup metropolita Gitegi od 2022.

## Życiorys
Święcenia kapłańskie przyjął 10 sierpnia 1986 i został inkardynowany do archidiecezji Gitega. Był m.in. wykładowcą i rektorem niższego seminarium w Mugera, diecezjalnym duszpasterzem powołań, a także ojcem duchownym i następnie rektorem międzydiecezjalnego seminarium w Burasira.
17 stycznia 2009 został mianowany biskupem nowo utworzonej diecezji Rutana. Sakry biskupiej udzielił mu 28 marca 2009 abp Simon Ntamwana.
19 lutego 2022 został mianowany przez papieża Franciszka arcybiskupem metropolitą Gitegi.
W 2019 został wybrany wiceprzewodniczącym burundyjskiej Konferencji Episkopatu.